# Posta e Kosovës
Posta e Kosovës (рус. Почта Косово, серб. Пошта Косова, Pošta Kosova) — национальный оператор почтовой связи частично признанной Республики Косово со штаб-квартирой в Приштине. Акционерная компания. Член Всемирного почтового союза .

## История
Почтово-телефонно-телеграфная служба (ПТТ) Косова была создана 21 декабря 1959 года решением Руководящего совета югославского ПТТ и с одобрения Исполнительного совета Народной Республики Сербии от 18 декабря 1959 года. Впервые ПТТ «Косово» была зарегистрирована как предприятие 25 марта 1960 года.
До 1960 года почта Косова оказывала почтовые услуги не во всех городах края, сельская местность совсем не обслуживалась. После создания ПТТ «Косово», почтовый сервис поначалу не претерпел значительных изменений. Экстенсивное развитие почтовой, телефонной и телеграфной связи Косова началось только после 1974 года. В конце 1980-х годов для нужд ПТТ «Косово» были построены 75 современных зданий с общей площадью свыше 60 000 м², а также здание головного офиса в Приштине площадью свыше 11 500 м².
13 сентября 1990 года ПТТ «Косово» вошла в структуру ПТТ «Сербия» в качестве подразделения ПТТ «Приштина» и была таковой до 1998 года.
По окончании войны 1998—1999 годов с 1999 года началось восстановление почтовой службы в Косове. Было построено около 15 новых почтовых отделений и отремонтировано большинство старых. С 31 мая 2000 года начала функционировать Международная независимая почта Косова. В 2004 году Почта Косова была лицензирована в качестве единственного государственного оператора, осуществляющего почтовые и непочтовые услуги связи на всей территории Косова. В июне 2005 года Почта Косова приобрела международный почтовый код для всех почтовых отделений в республике. 1 июля 2005 года была создана корпорация Почта и телекоммуникации Косова (ПТК), ставшая правопреемницей ПТТ «Косово». С этого времени Почта Косова являлось подразделением PTK Corporation.
C 2008 года — национальный оператор почтовой связи частично признанной Республики Косово в составе которого ныне 124 почтовых отделения.